# 新帕皮爾尼亞
52°2′6″N 30°59′39″E / 52.03500°N 30.99417°E
新帕皮爾尼亞（烏克蘭語：Нова Папірня），是烏克蘭北部的村莊，隸屬切爾尼希夫州的切爾尼希夫區。該村始建於1749年，面積0.25平方公里，2001年人口40，人口密度每平方公里160人。